# Salay

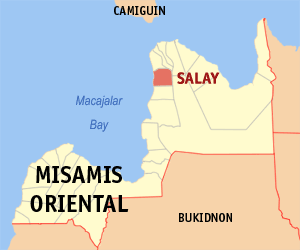
Bản đồ Misamis Oriental với vị trí của Salay

Salay là một đô thị hạng 5 ở tỉnh Misamis Oriental, Philippines. Theo điều tra dân số năm 2000 của Philipin, đô thị này có dân số 19.664 người trong 3.992 hộ.

## Các đơn vị hành chính
Salay được chia ra 18 barangay.
| - Alipuaton - Ampenican - Bunal - Dinagsaan - Guinalaban - Ili-ilihon - Inobulan - Looc - Matampa | - Membuli - Poblacion - Salagsag - Salay River I - Salay River II - Saray - Tinagaan - Yungod - Casulog |